# Basílica de São Crisógono
San Crisogono ou San Grisogno é uma basílica menor de Roma, localizada no rione Trastevere e dedicada ao mártir São Crisógono. É uma das igrejas titulares da cidade, as primeiras igrejas paroquiais de Roma, e foi construída provavelmente no século IV durante o pontificado de Silvestre I (r. 314–335). Foi reformada no século XII por João de Crema e novamente por Giovanni Battista Soria no século XVII, patrocinado por Scipione Borghese.
A área abaixo da sacristia foi escavada pelos padres L. Manfredini e C. Piccolini em 1907, que encontraram restos da igreja original.
Atualmente, San Crisogono é servida pelos trinitários e, entre seus antigos cardeais-presbíteros estão Vincenzo Gioacchino Raffaele Luigi Pecci (1853–1878), eleito depois papa Leão XIII. O atual cardeal-presbítero do título de São Crisógono é Andrew Yeom Soo-jung, arcebispo de Seul.

## Arte e arquitetura
O campanário foi construído durante a reforma do século XII e interior foi completamente reformado na década de 1620. As 22 colunas de granito na nave são colunas antigas reutilizadas. O piso é um mosaico cosmatesco, mas a maior parte dele está encoberto pelos bancos. A cripta do santuário é do século VIII e o altar-mor, de 1227, ornado com um Baldaquino do século XVII (1627 ou 1641) de Bernini.
A pintura que adorna o centro do teto em caixotões barroco é de Guercino e representa a "Glória de São Crisógono". É provavelmente uma cópia de um original que, acredita-se, tenha sido levado para Londres, mas é possível que o inverso seja verdadeiro e a versão londrina seja a cópia.
Do lado esquerdo da nave está o santuário da beata Anna Maria Taigi, que foi enterrada ali com o hábito de uma terceira dos trinitários. Alguns de seus pertences estão no mosteiro ao lado, onde são venerados como relíquias.
O monumento à esquerda da entrada, dedicada ao cardeal Giovanno Jacopo Millo, é de Carlo Marchionni e Pietro Bracci. Ao longo do lado direita da nave estão restos dos afrescos decorativos, incluindo uma "Santa Francisca Romana" e uma "Crucificação", ambos atribuídos a Paolo Guidotti e transferidos de outras igrejas. A nave também ostenta os "Três Arcanjos" de Giovanni da San Giovanni, e "Trindade e Anjos", de Giacinto Gimignani enquanto que, no altar, está "Anjo da Guarda", de Ludovico Gimignani. O presbitério e o cibório, criados por Soria, estão circundados por quatro colunas em alabastro. A abside também tem afrescos, "Vida de São Crisógono" (séc. XVI) sobre uma "Madona com o Menino com Santos Crisógono e Tiago", obra da escola de Pietro Cavallini (séc. XII). A abóbada do presbitério traz um afresco da Virgem de Giuseppe Cesari.

## Escavações

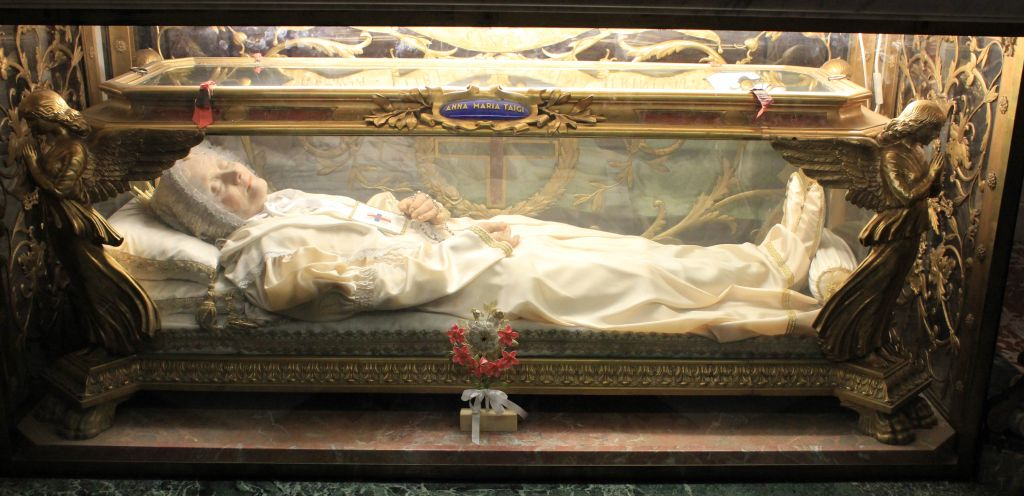
Corpo da beata Anna Maria Taigi, preservado em San Crisogono.

Restos do primeiro edifício, possivelmente da época do imperador romano Constantino I, e de antigas casas romanas podem ser vistos no subsolo da igreja, alcançados por uma escada na sacristia. As ruínas são confusas, mas é possível identificar a abside da antiga igreja, com os restos do antigo santuário do mártir no centro de uma parede. O edifício tem uma forma pouco comum, pois, ao invés do típico plano basilical, com uma nave e dois corredores, há apenas uma nave.
De cada lado da abside estão salas conhecidas como "pastophoria", raras no ocidente, mas comuns nas igrejas orientais. Acredita-se que a da direita tenha sido utilizada como "diaconium", uma função similar à das modernas sacristias. A outra era provavelmente uma "protesis", onde se guardavam as relíquias.
Diversas bacias foram encontradas durante as escavações, incluindo uma recortada diretamente na parede sul. Como o plano geral é atípico das primeiras igrejas romanas, alguns acreditam que a estrutura teria tido uma função diferente antes de tornar-se uma igreja, o que, pela presença das bacias, pode ter sido uma "fullonica" (lavanderia e tinturaria). Antigamente, a região onde está San Crisogono era um distrito comercial, o que reforça esta tese. Outros defendem que a bacia na parede sul foi criada estritamente para realização de batismos por imersão.
As pinturas são dos séculos VIII ao XI e incluem "São Silvestre Capturando o Dragão", "São Pantaleão Curando o Cego", "São Bento Curando um Leproso" e "Resgate de São Plácido". Diversos sarcófagos também foram encontrados ali, alguns deles ricamente decorados.
Mais abaixo desta primeira igreja estão restos da antigas casas republicanas.

## Liturgia
O edifício foi, por muitos séculos, a igreja nacional dos sardenhos e corsos residentes em Roma. A partir do século XVI, os corsos que imigraram para Roma passaram a ocupar a ilha Tiberina e a porção do Trastevere entre o porto de Ripa Grande e a igreja. No interior estão sepultados diversos comandantes da Guardia corsa, uma milícia similar à famosa Guarda Suíça que esteve ativa em Roma entre os séculos XV e XVII.
A festa de São Crisógono, 24 de novembro, é também a data de dedicação da igreja. Peregrinos e outros fieis que assistam a missa ali neste dia recebem uma indulgência plena.

## Galeria

Imagens da igreja
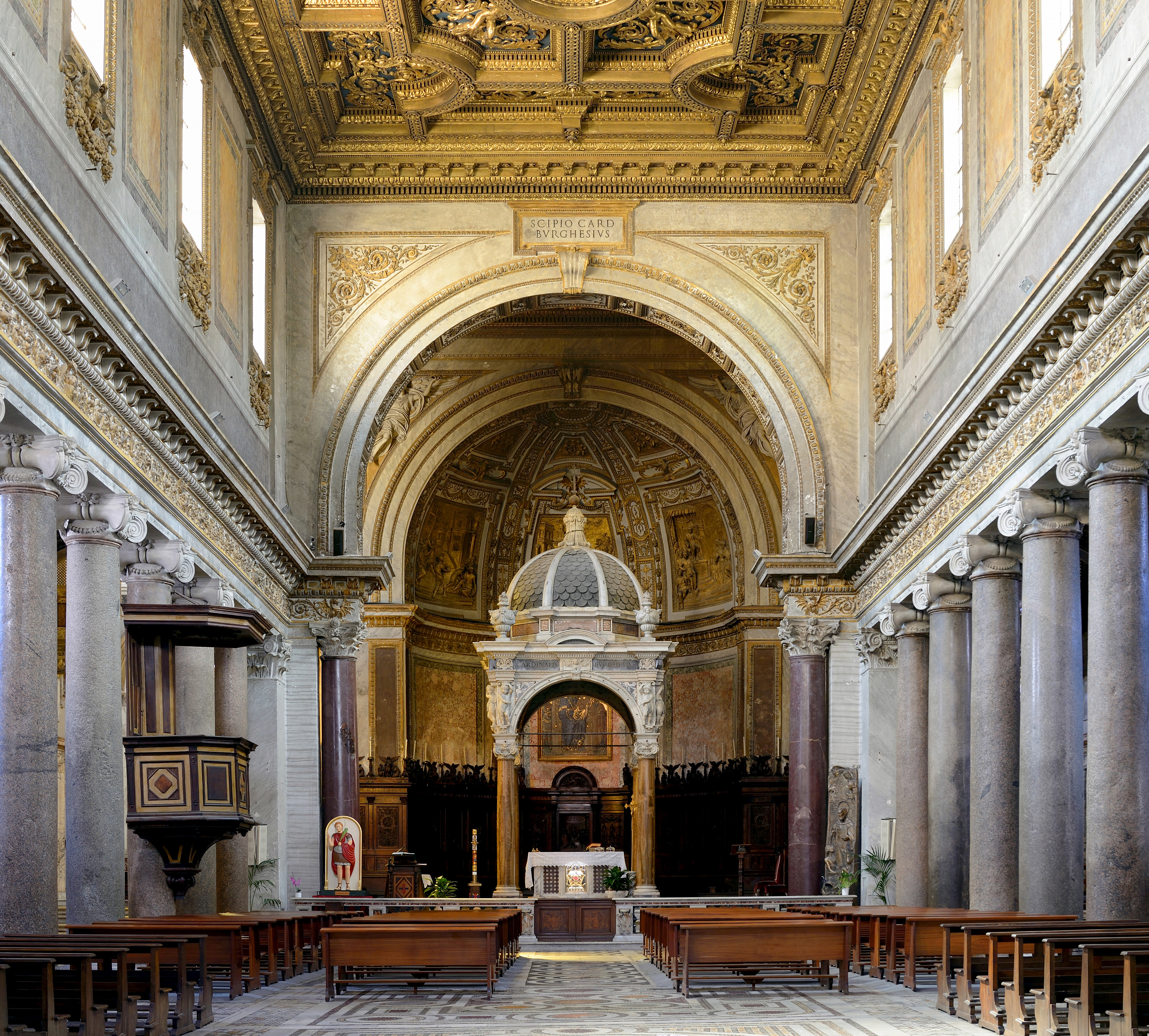
Vista do interior
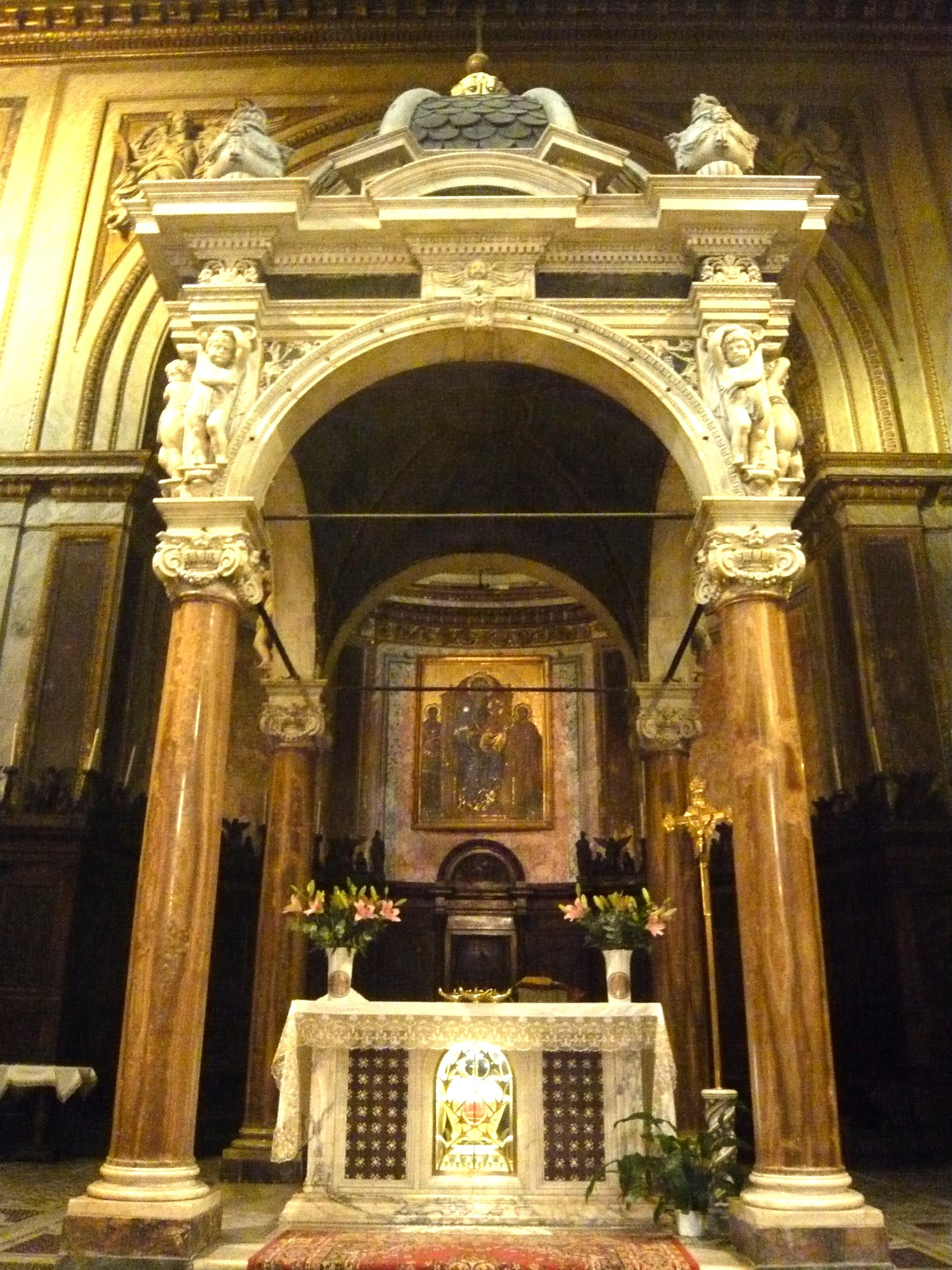
Baldaquino sobre o altar-mor
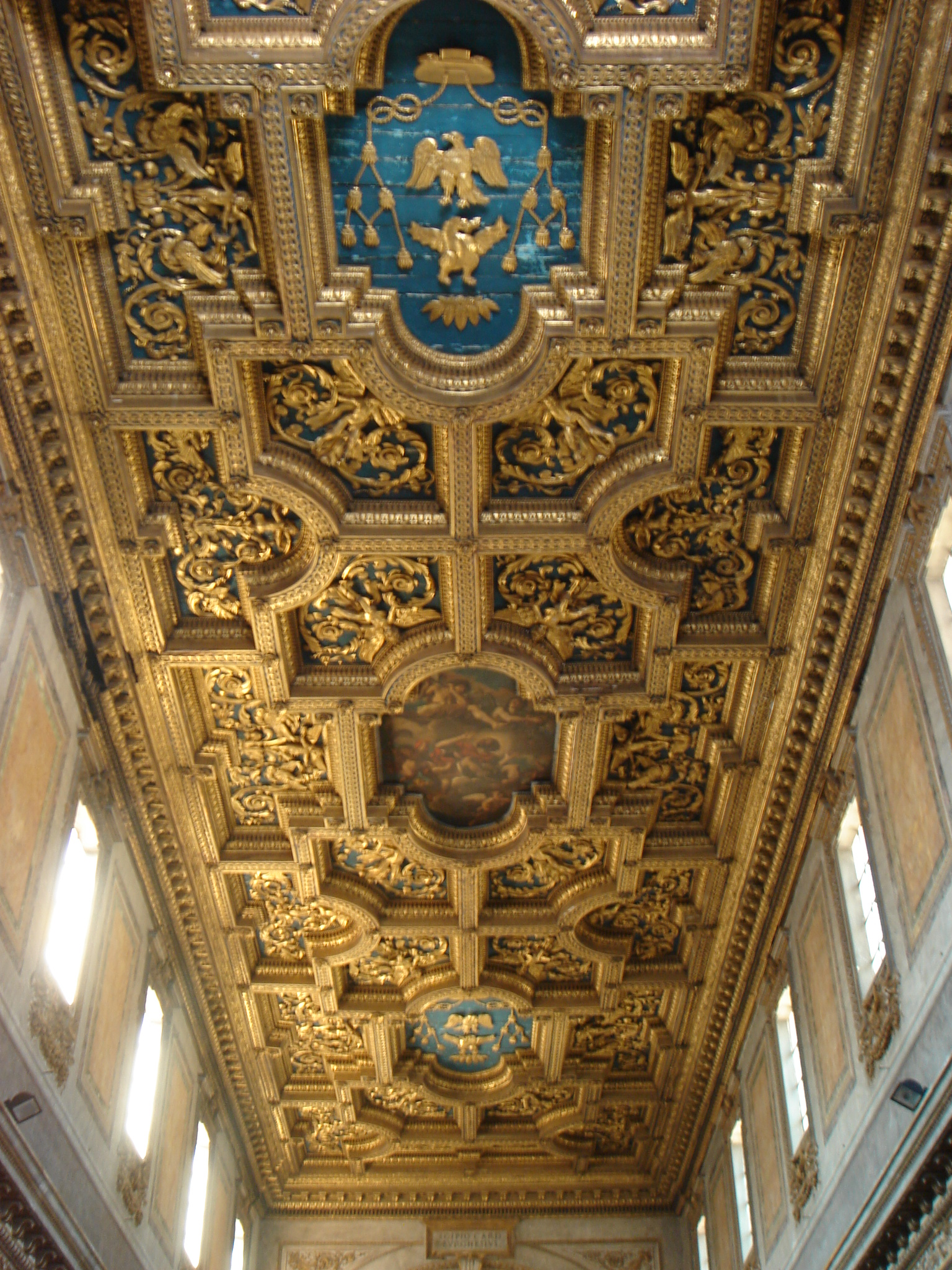
Teto barroco em caixotões
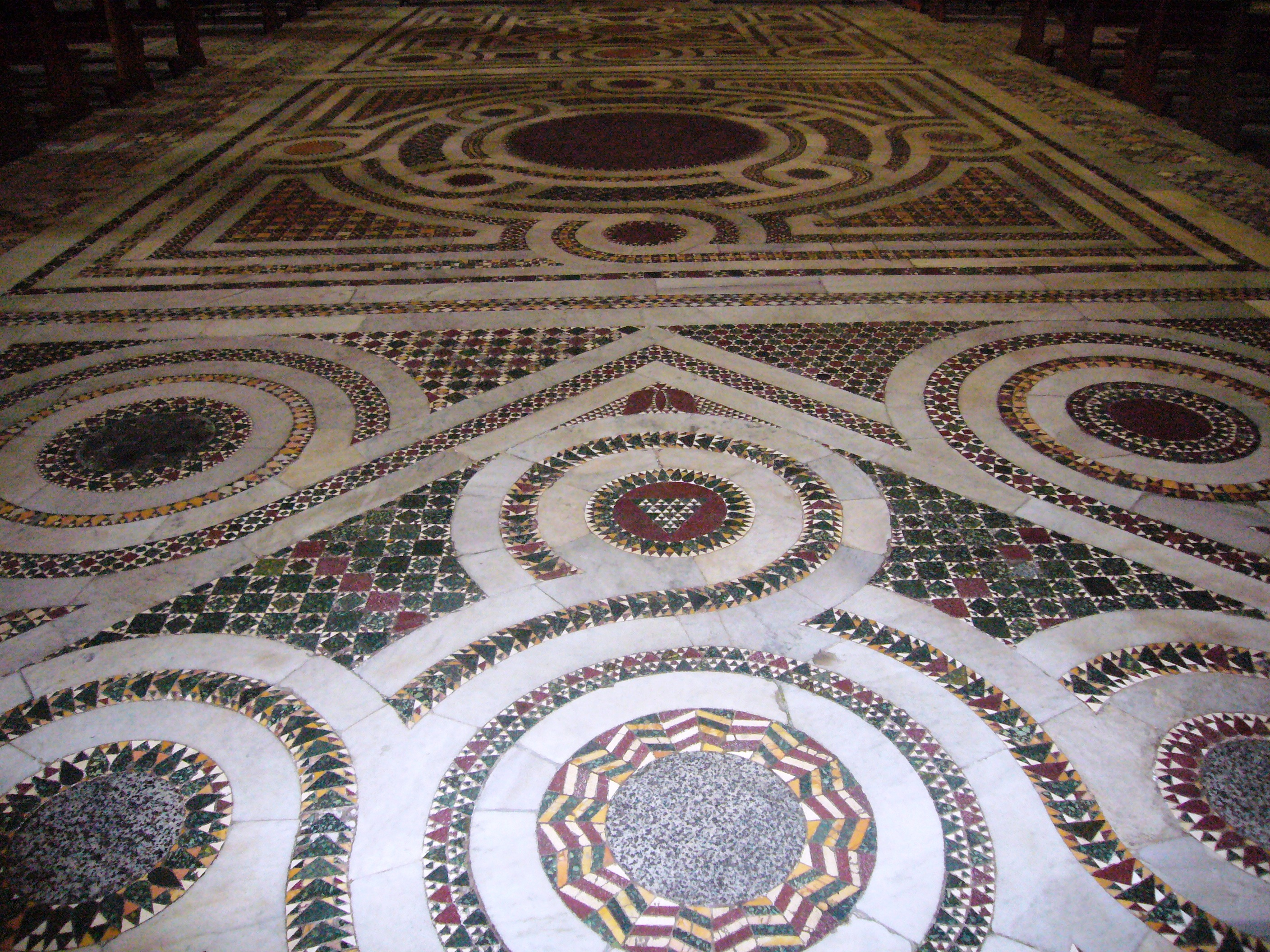
Piso em mosaico cosmatesco
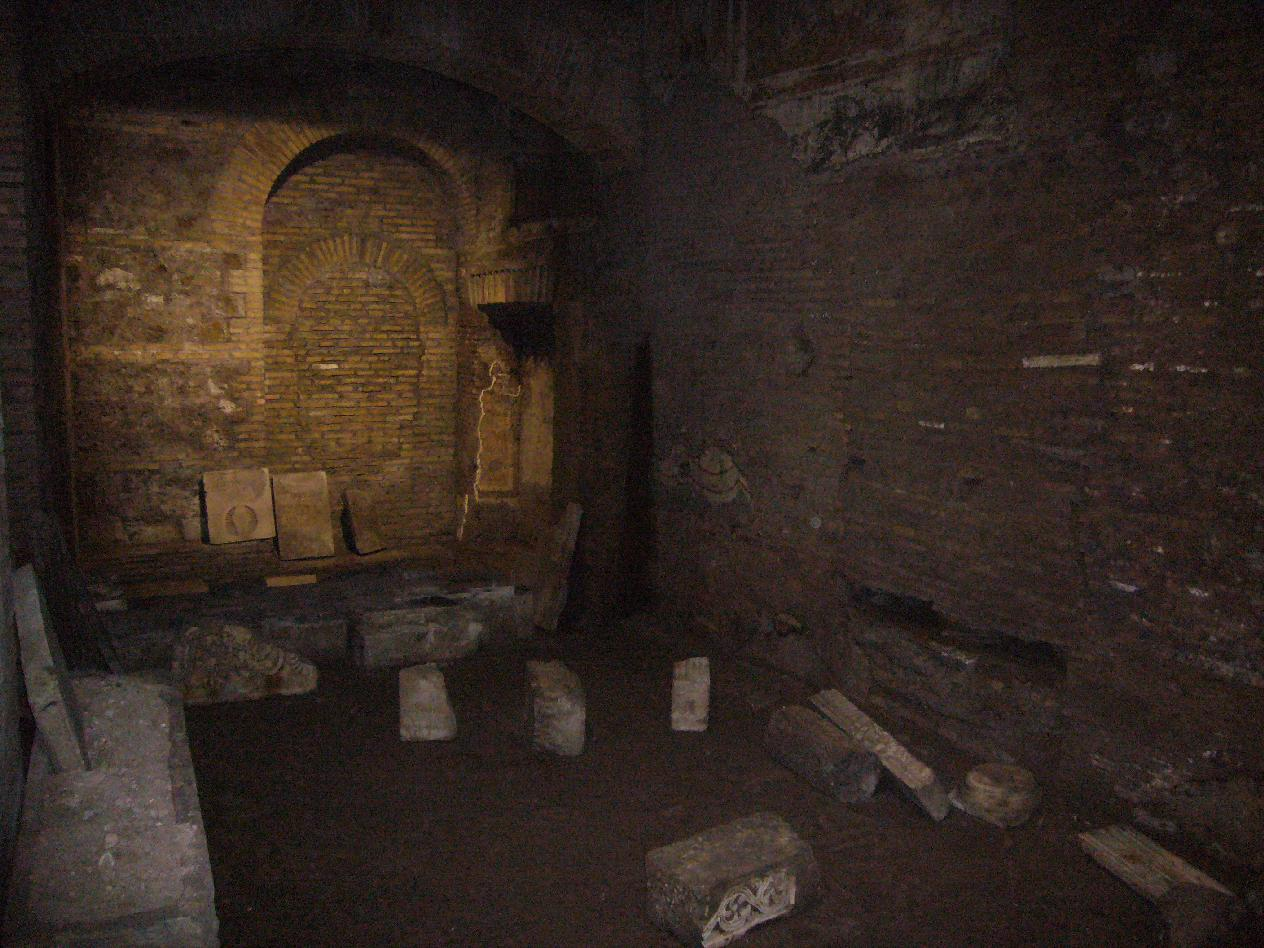
Restos da basílica primitiva
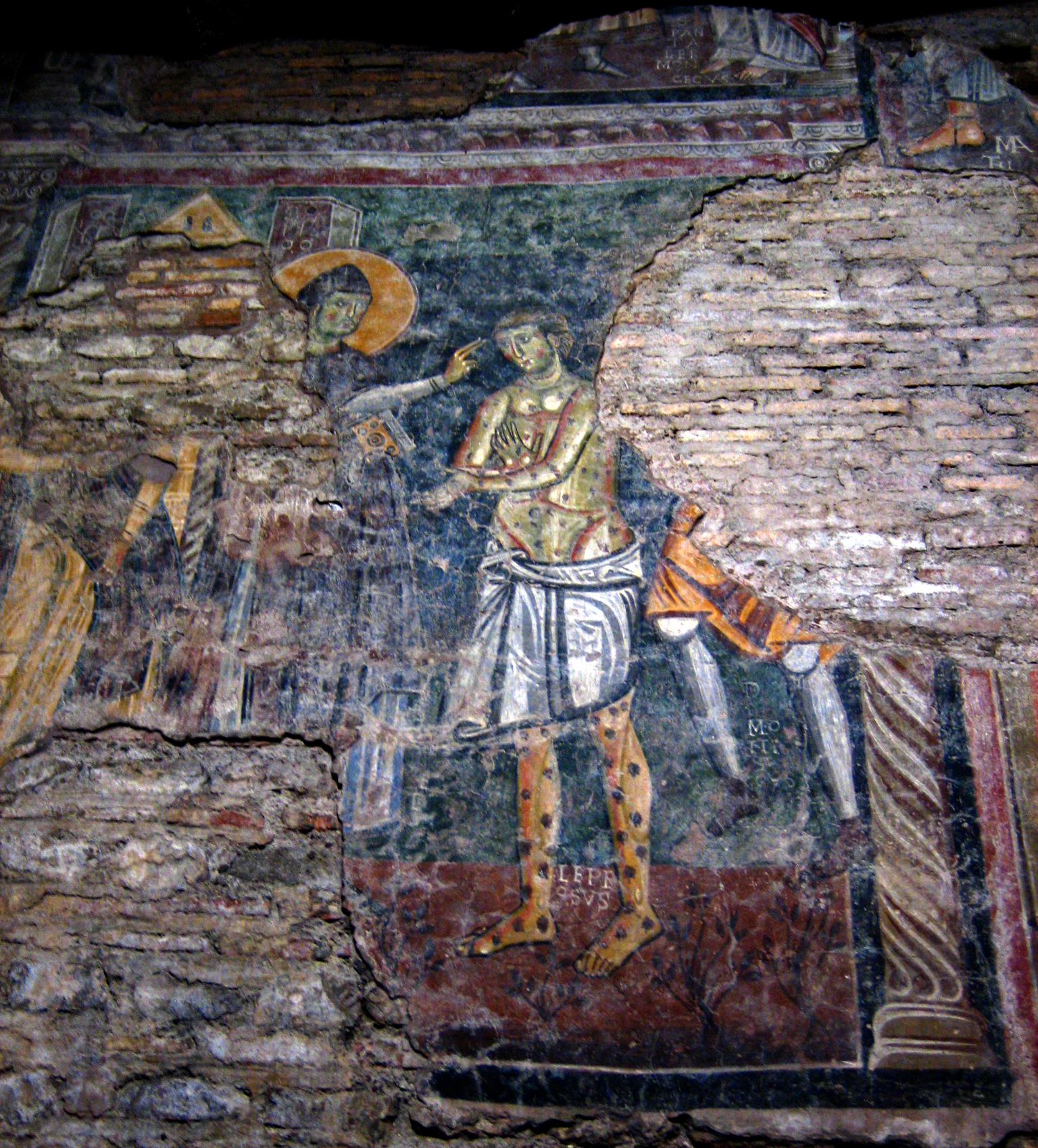
São Bento curando um leproso, afresco da basílica primitiva